# War of man
War of man is een lied van Neil Young. Hij bracht het in 1992 uit op een single en op zijn album Harvest moon. De single bereikte nummer 7 in de genrelijst voor rockmuziek van Billboard.
De versie op de cd-single is gelijk aan de albumversie en is 5:41 minuten lang. Het relatief lange nummer gaat over oorlog en de wreedheid van de mensheid tegenover andere mensen en de natuur. De gitaaraanslag die hij in dit nummer gebruikt is vergelijkbaar met die in Look out for my love op het album Comes a time (1978). De achtergrondzangeressen nemen af en toe de leadzang over.
Verschillende artiesten plaatsten covers van dit nummer op een album, zoals Funguson (Everybody knows this is Norway - A Norwegian tribute to Neil Young, 2001), Ann Wilson & Alison Krauss (Hope & glory, 2007) en Ida Sand (Young at heart, 2015).